# Werner Krogmann
Werner Otto Herman Krogmann (* 5. Februar 1901 in Hamburg; † 19. November 1954 ebenda) war ein deutscher Segler. 
Werner Krogmann entstammte einer angesehenen Hamburger Familie, Otto Wilhelm Krogmann war sein Vater und  Hermann August Krogmann sein Großvater. Er war Mitglied des von seinem Onkel, dem stadtbekannten Reeder Richard Krogmann („König Richard“), gegründeten elitären Segelvereins Alster-Piraten-Club.
Zweimal startete Krogmann bei Olympischen Spielen, 1936 sowie 1952, beide Male auf der O-Jolle. Die Olympiajolle, kurz O-Jolle, wurde als Einmann-Regattaboot speziell für die Spiele 1936 konstruiert. Krogmanns Boot, das wie alle vom Organisationskomitee gestellt worden war, trug den Namen Rostock. Die Segelwettbewerbe vor Kiel litten unter stürmischem Wetter, so herrschten bei der ersten Regatta der O-Jolle Windstärken von 7 bis 8. Krogmann errang die Silbermedaille hinter dem Niederländer Daan Kagchelland. 16 Jahre später, bei den Spielen in Helsinki, belegte er Rang 15.
1954 wurde Werner Krogmann deutscher Meister in der O-Jolle auf dem Steinhuder Meer und im selben Jahr Vize-Europameister auf dem Wannsee in Berlin.
Die originale O-Jolle Rostock, später in Mien Jung umgetauft, ist im Sport & Olympia Museum in Köln ausgestellt.